# کاستاس مارتاکیس

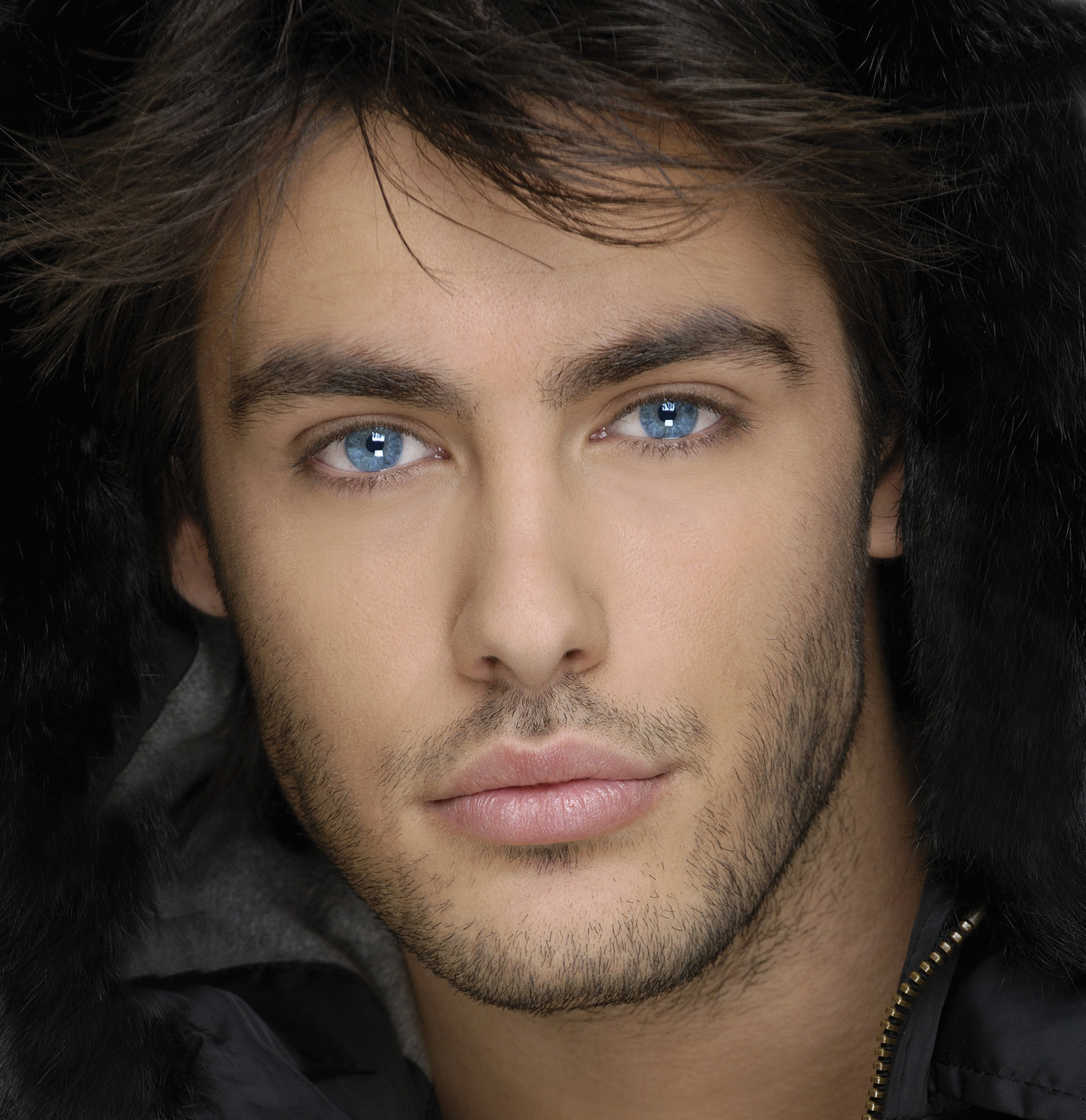
کاستاس مارتاکیس

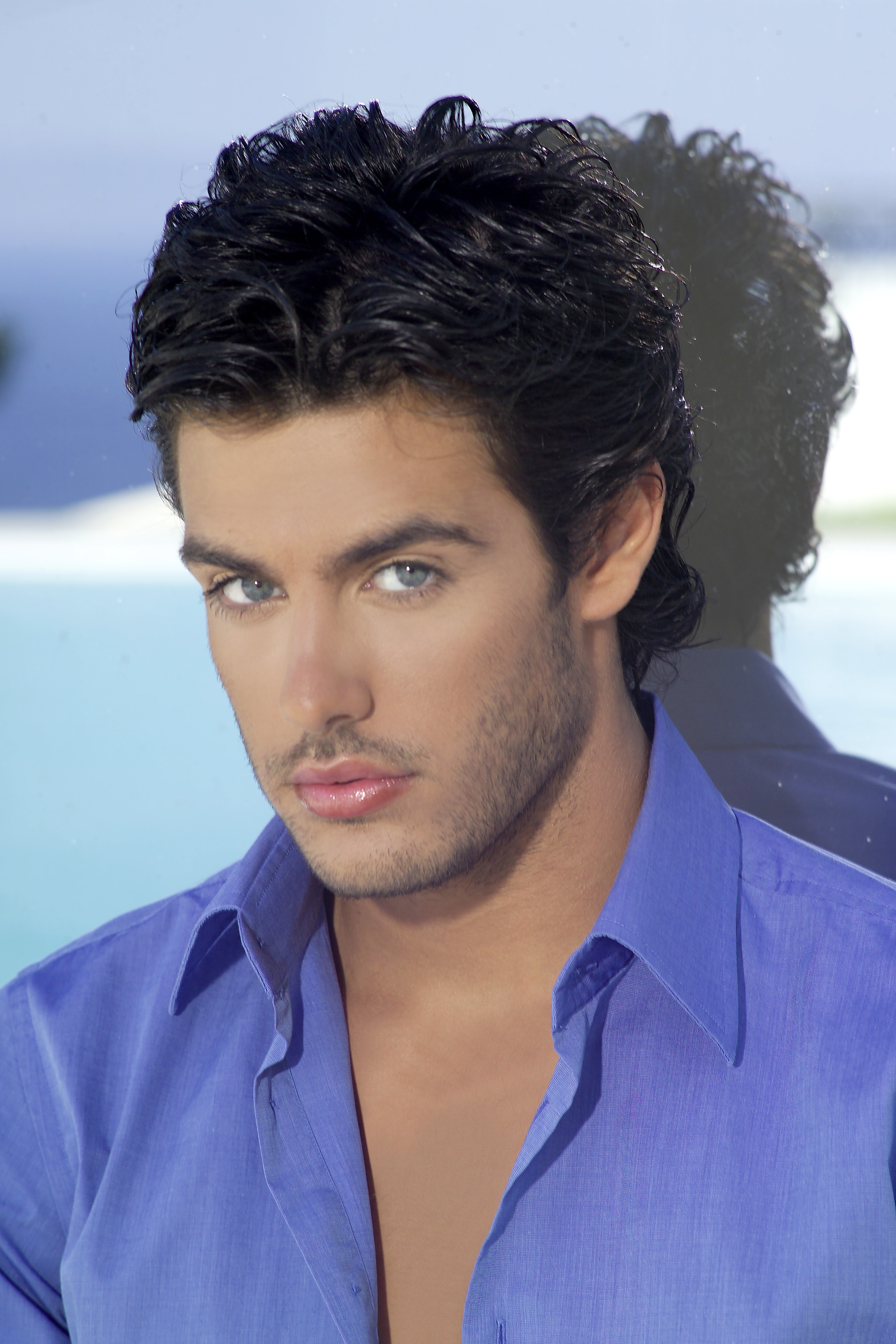
در رقابتهای جهانی موسیقی موج نو در ۲۰۰۷

کاستاس مارتاکیس (یونانی: Κώστας Μαρτάκης - متولد ۱۹۸۴) مدل و خواننده یونانی است. او در آتن از والدینی کرتی متولد شد.

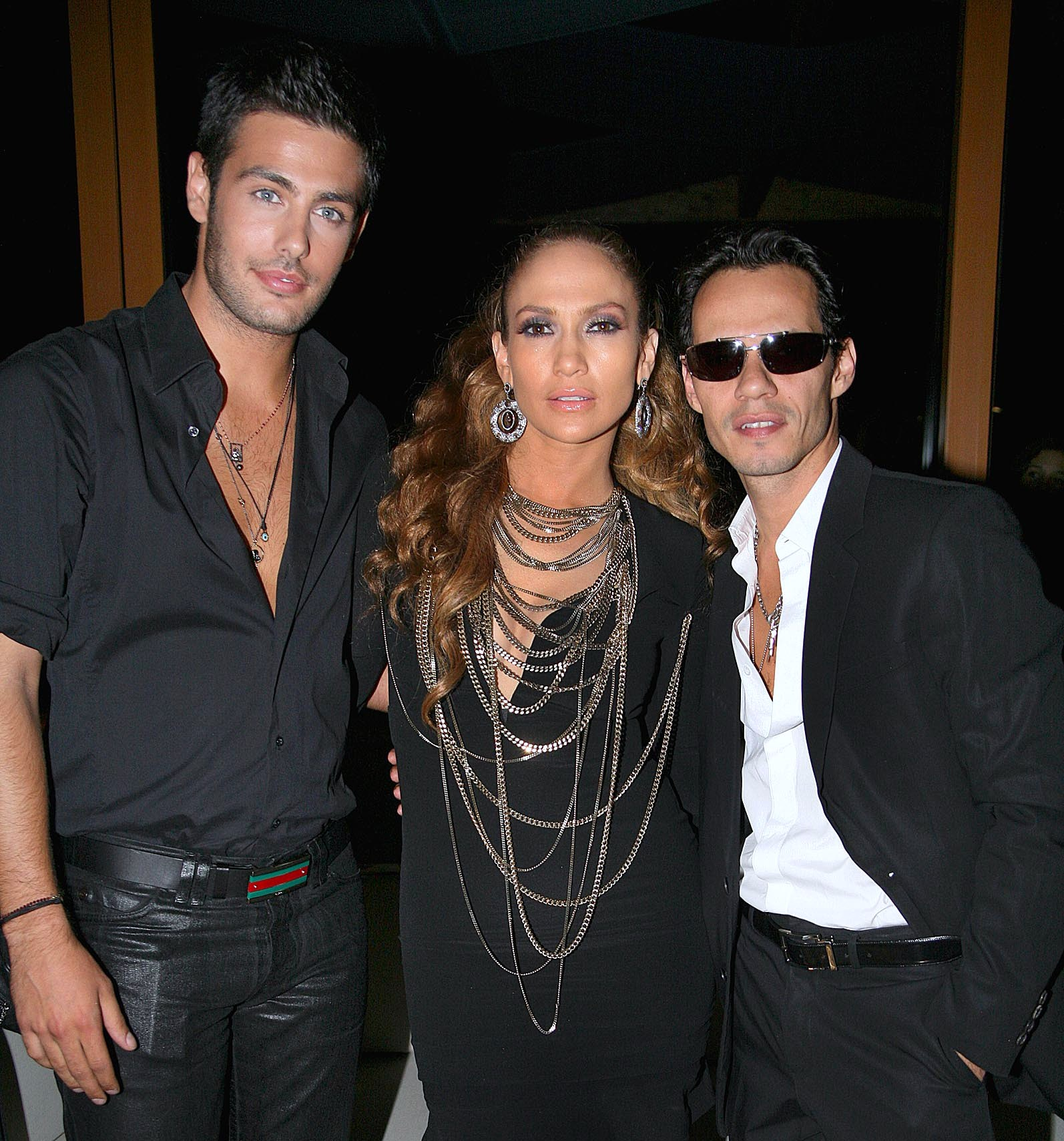
به همراه جنیفر لوپز و مارک انتونی